# Melanoplus tribuloides
Melanoplus tribuloides är en insektsart som beskrevs av Morse 1906. Melanoplus tribuloides ingår i släktet Melanoplus och familjen gräshoppor. Inga underarter finns listade i Catalogue of Life.